# Thula
Thula (in arabo ثُلَاء‎?, Thulāʾ) o Thila (in arabo ثِلَاء‎?, Thilāʾ) è una città nello Yemen centro-occidentale.
Thula è una delle cinque città dello Yemen inserite nella lista provvisoria del patrimonio dell'umanità dell'UNESCO. Risalente al periodo himyarita, la città è molto ben conservata e comprende case e moschee tradizionali. Un'indagine archeologica ha scoperto rovine del periodo sabeiano con una massiccia architettura in pietra durante il periodo himyarita. Tra il 2004 e il 2011 sono stati restaurati la porta di Bab al Mayah, diverse torri di avvistamento, sentieri, la tradizionale cisterna e altre parti del forte sabeiano.